# Samsung Galaxy Tab 2 10.1

Samsung_Orig_Wordmark_BLACK_RGB.svm

Samsung Galaxy Tab 2 10.1 je tablet od společnosti Samsung. Byl představen v únoru 2012 společně s výkonnějším Galaxy Note 10.1. Může být v šedém či bílém barevném provedení a kryt je kompletně plastový. Nahradil tablet Samsung Galaxy Tab 10.1.
Výkon i výbava se z téměř shodují s menší 7" verzí, 10.1 však obdržel větší baterii 7000 mAh. Dvoujádrový procesor Samsung Exynos 4210 je typu Cortex A9 s frekvencí 1 GHZ, operační paměť má kapacitu 1 GB RAM a grafiku obstarává čip ARM Mali-400. Existují varianty se 16 i 32 GB pamětí a s podporou 3G nebo bez ní. 10" displej je typu PLS LCD a má rozlišení 1 280 × 800. Nechybí Bluetooth 3.0, GPS, 3 a 0,3MPx fotoaparáty, světelné čidlo, wi-fi b/g/n nebo (proprietární) USB port.
Tablet byl představen s Androidem 4.0 a nadstavbou TouchWiz, aktualizovat lze až na 4.2.2.

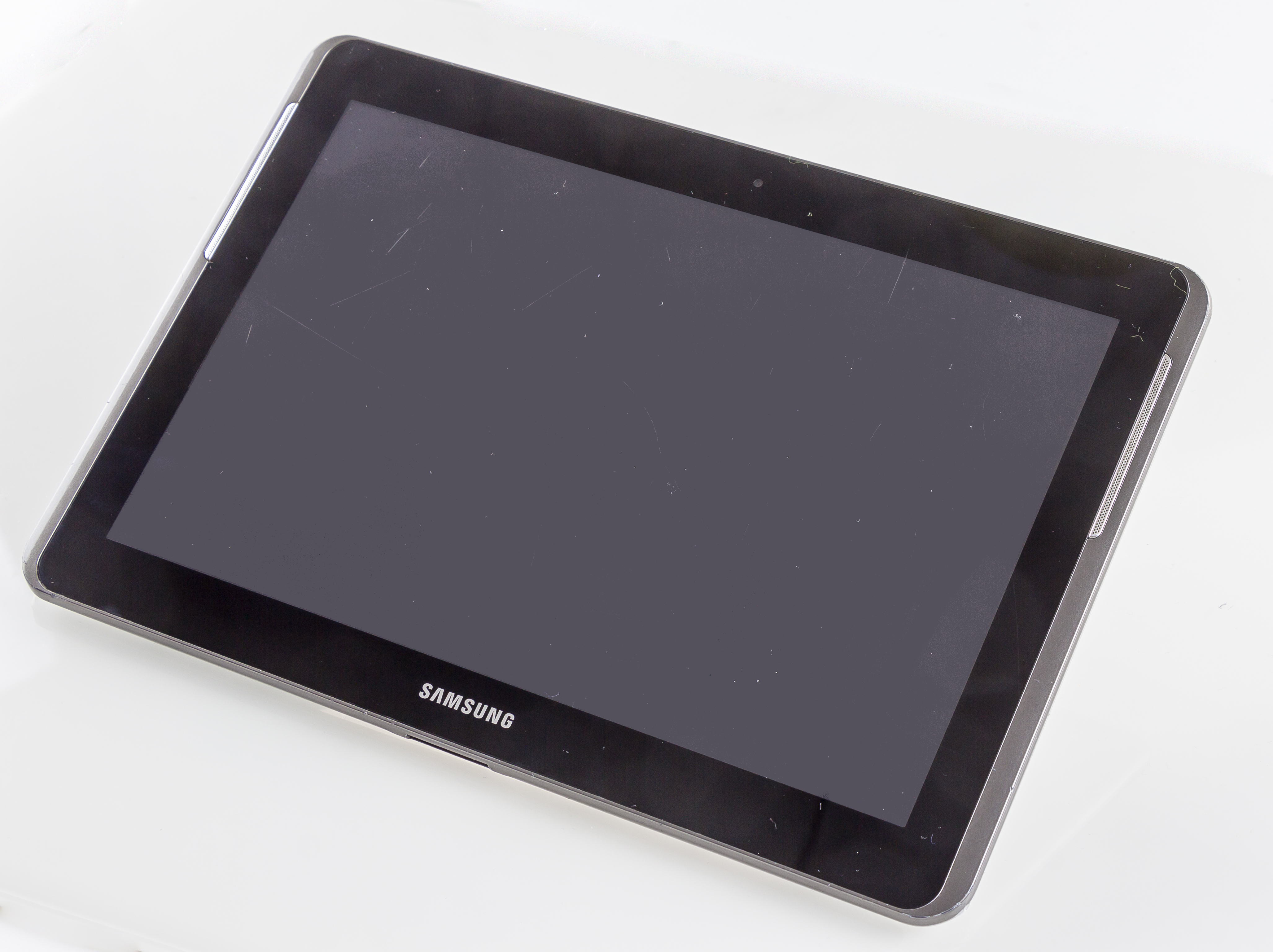

V červnu 2013 byl nahrazen Samsungem Galaxy Tab 3 10.1.